# Ковалівська сага

Ковалівська сага

Ковалівська сага (Геродотова Гілея, Геродотовий ліс) — ділянка Регіонального ландшафтного парку «Кінбурнська коса». Входить до складу Національного природного парку «Білобережжя Святослава». Ділянка розташована на території Очаківського району Миколаївської області. Площа Ковалівської саги — 12 га.
Ковалівська сага — реліктовий вільховий гай, рештка країни лісів «Гілеї», про яку згадував Геродот. У Сазі росте 50 видів рослин, зокрема лісові вологолюбиві. Тут росте вільха чорна, папороть, ожина та ін.
Тваринний світ включає, зокрема, болотяні черепахи, тритони, полози, кажани, пернаті: соловей, вивільга, синиця, дрізд, зяблик, щиглик, курочка водяна та ін.

## Галерея

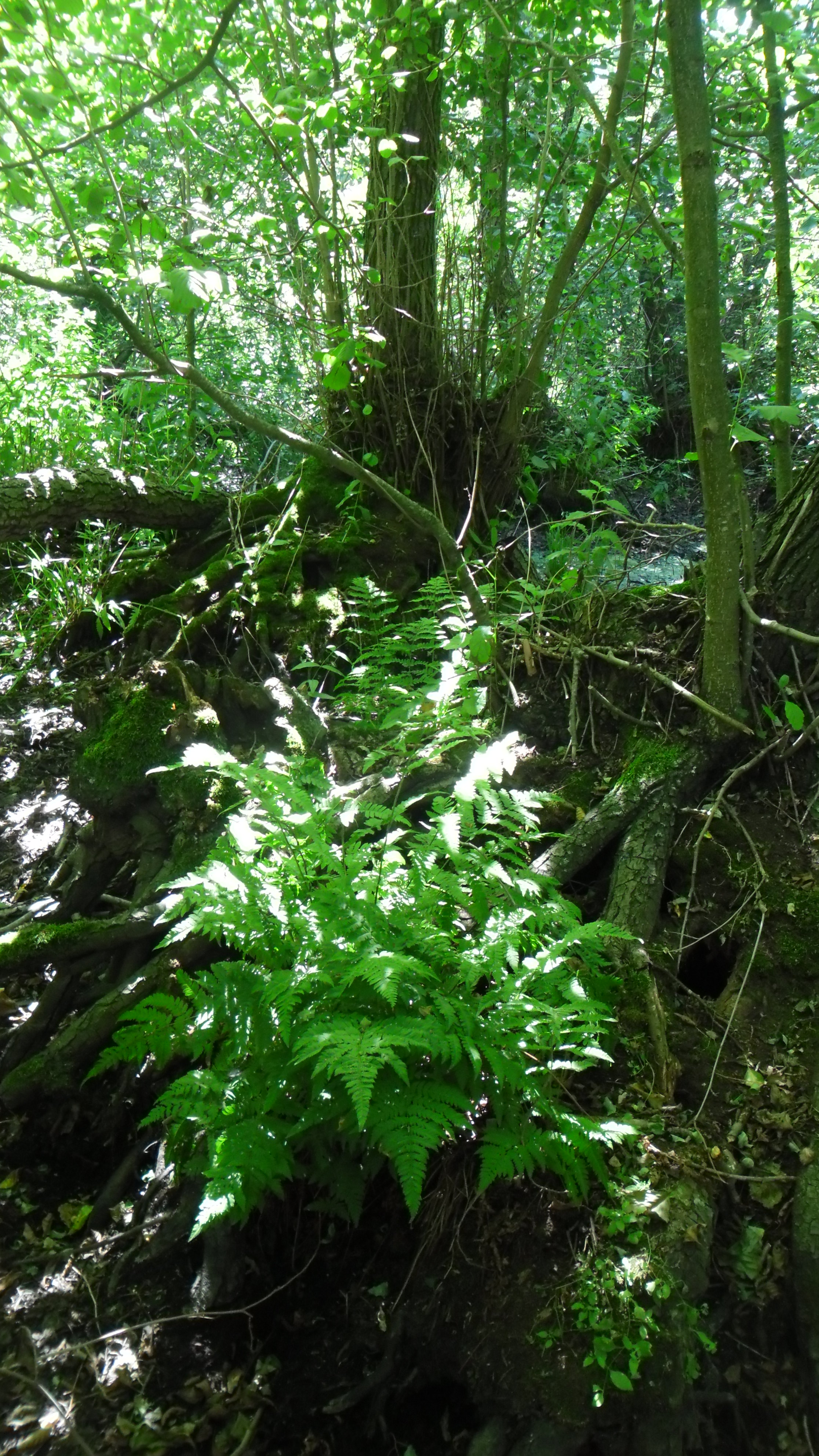
Фрагмент, 2017 р.
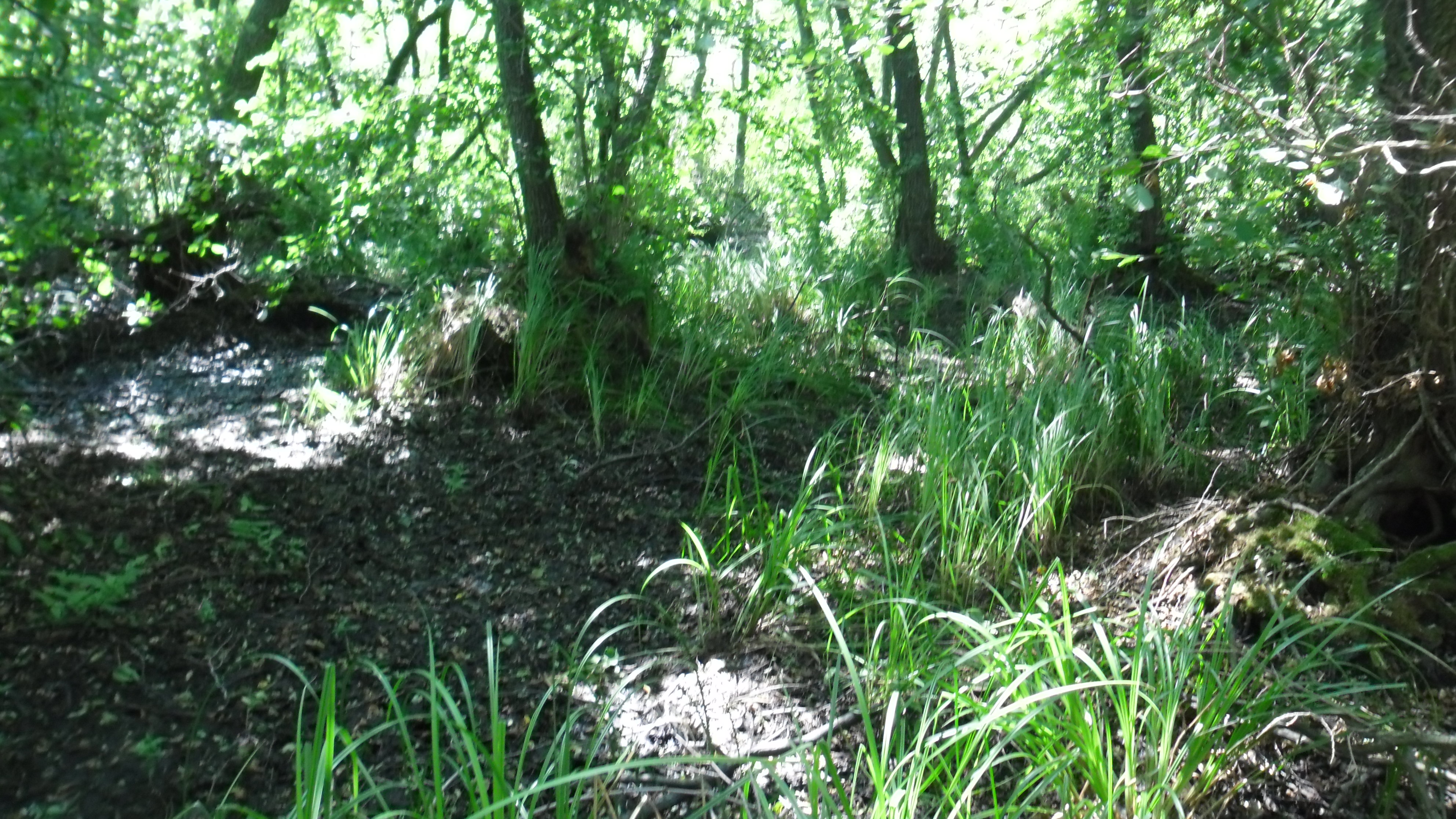
Фрагмент, 2017 р.
Фрагмент, 2017 р.